# Cixius metcalfi
Cixius metcalfi är en insektsart som beskrevs av Kramer 1981. Cixius metcalfi ingår i släktet Cixius och familjen kilstritar. Inga underarter finns listade i Catalogue of Life.